# Adolf Wiklund (musiker)
Adolf Wiklund, född 5 juni 1879 i Långserud, död 2 april 1950 i Kungsholms församling i Stockholm, var en svensk tonsättare, dirigent och pianist. Han var bror till Victor Wiklund.

## Historia
Wiklund blev 1897 elev vid Kungliga Musikkonservatoriet, tog där examina, studerade komposition för Johan Lindegren och vistades 1903–1904 med statsstipendium i Paris samt 1905–1907 som Jenny Lindstipendiat i Berlin, där James Kwast var hans lärare i pianospel. Wiklund var 1907 kapellmästarvolontär i Karlsruhe, 1908 repetitör vid Berlins hovopera och blev 1911 andre kapellmästare vid Kungliga Teatern i Stockholm, där han betraktades som en kompetent dirigent. Han fick 1921 förmånen att få leda två konserter med Wienerfilharmonikerna. Han blev 1915 ledamot av Kungliga Musikaliska Akademien. 
Wiklund var kapellmästare vid Konsertföreningen 1925–1938 och medverkade till sin död regelbundet som dirigent och pianist i Sveriges Radio. Genom denna förmedling inviterades han 1937 till orkesterkonserter i engelska radion. Under en följd av år verkade han även som synnerligen uppskattad pianist. Hans samlade produktion utgörs av en symfoni, två pianokonserter, en stråkkvartett, en violinsonat, sånger och pianostycken.
Adolf Wiklund är begravd på Norra begravningsplatsen utanför Stockholm.

## Verkförteckning

### Verk för orkester
- Konsertstycke för piano och orkester (1902)
- Konsertuvertyr (1903)
- Pianokonsert nr 1 e-moll, op. 10 (cirka 1906–1907, rev. 1935)
- Pianokonsert nr 2 h-moll, op. 17 (1917)
- Sommarnatt och soluppgång, symfoniskt poem, op. 19 (1918)
- Symfoni op. 20, (1921–1922)
- Tre stycken för stråkorkester (1924)
- Liten svit (1928)
  - 4. Sång till våren
- Symfonisk prolog (1934)
- Till en dalkarl (för salongsorkester)
- Två melodier

### Kammarmusik
- Violinsonat a-moll (1906)

### Verk för piano
- Tre stycken, op. 3
- Drei Intermezzi, op. 8
- Vier lyrische Stücke, op. 14
  - 1. Allegro enerigico
- Stämningar, op. 15
- Från mitt fönster (Sex sommarbilder för barn och ungdom)

### Sånger
- Vier Lieder, op. 9
  - 1. Erwartung (Detlev von Liliencron)
  - 2. Abschied (Marie Madeleine von Puttkammer, född Günther)
  - 3. Abend (Johann Georg Fischer)
  - 4. Himmel oder Frühling? (Hermann von Gilm zu Rosenegg)
- Fyra sånger, op. 12
  - 1. På floden (Viktor Rydberg efter Nikolaus Lenau)
  - 2. Sof, oroliga hjärta, sof (Johan Ludvig Runeberg)
  - 3. Som mandelblom (Bertel Gripenberg)
  - 4. Ved söen (Bjørnstjerne Bjørnson)
- En solvisa (Måtte Schmidt)
- Du är melodien (Måtte Schmidt)
- Lindagull (Bertel Gripenberg)
- Silkesko over gylden Læst (Jens Peter Jacobsen)
- Til majdag förer jeg hjem min brud (Jens Peter Jacobsen)
- Tre rosor har jag plockat (Sven Nyblom)
- Min lille dräng
- En dalmastrall (Carl Göran Nyblom), även för manskör [11]
- Kväll (Måtte Schmidt), för manskör